# 津津乐老槐树烧饼
津津乐老槐树烧饼又称老槐树烧饼、邯郸老槐树烧饼，是河北邯郸地区汉族的风味传统面食小吃，邯郸十大名小吃之一，属于冀菜系。老槐树烧因经营旁有一棵老槐树而得其名，烧饼饼色泽焦黄，酥脆味美，入口咸香。

## 起源
早在民国时期，位于邯郸市新华街丁字胡同的一棵巨大的百年老槐树。在树旁有一家烧饼铺，烧饼铺经营者是一对年轻的夫妻。

## 作法
烧饼以小磨香油、精粉、去皮芝麻和花椒盐为原料，再用小炉烘烤，火候均匀。当快要烤熟前。再用薄刀片绕饼盖拉一圈口，使之成熟后饼盖崩开。